# John Russell (wioślarz)
John Michael Russell (ur. 3 sierpnia 1935 w Londynie, zm. 21 stycznia 2019) – brytyjski wioślarz, srebrny medalista olimpijski.

## Kariera
Wystąpił na igrzyskach olimpijskich w Rzymie w 1960, odpadając w repasażach pierwszej rundy czwórek bez sternika. Na rozgrywanych cztery lata później igrzyskach olimpijskich w Tokio reprezentacja Wielkiej Brytanii w składzie: John Russell, Hugh Wardell-Yerburgh, William Barry i John James zdobyła srebrny medal w czwórkach bez sternika. W finale o 1,17 sekundy przegrali z Duńczykami, a o 0,90 sekundy pokonali osadę USA. 
Podczas igrzysk Imperium Brytyjskiego i Wspólnoty Brytyjskiej w Perth (1962) wywalczył brązowe medale w czwórkach ze sternikiem oraz ósemkach. 